# Cuscuta jalapensis
Cuscuta jalapensis är en vindeväxtart som beskrevs av Diederich Franz Leonhard von Schlechtendal. Cuscuta jalapensis ingår i släktet snärjor, och familjen vindeväxter. Inga underarter finns listade i Catalogue of Life.